# Touchstone Crag
Der Touchstone Crag ist ein 1550 m hoher und schroffer Berg im ostantarktischen Viktorialand. Im westlichen Teil der Helicopter Mountains in der Saint Johns Range ragt er 2,2 km westlich des Mick Peak auf. Seine steilen, nach Süden ausgerichteten Kliffs markieren den nordwestlichen Ausläufer der Saint Johns Range.
Das Advisory Committee on Antarctic Names benannte ihn 2007 nach Steven Touchstone, der in neun Kampagnen zwischen 1999 und 2008 als Hubschraubermechaniker für die Unterstützung der Arbeiten im Rahmen des United States Antarctic Program im Gebiet des McMurdo-Sunds und in den Antarktischen Trockentälern tätig war.